# パパブブレ

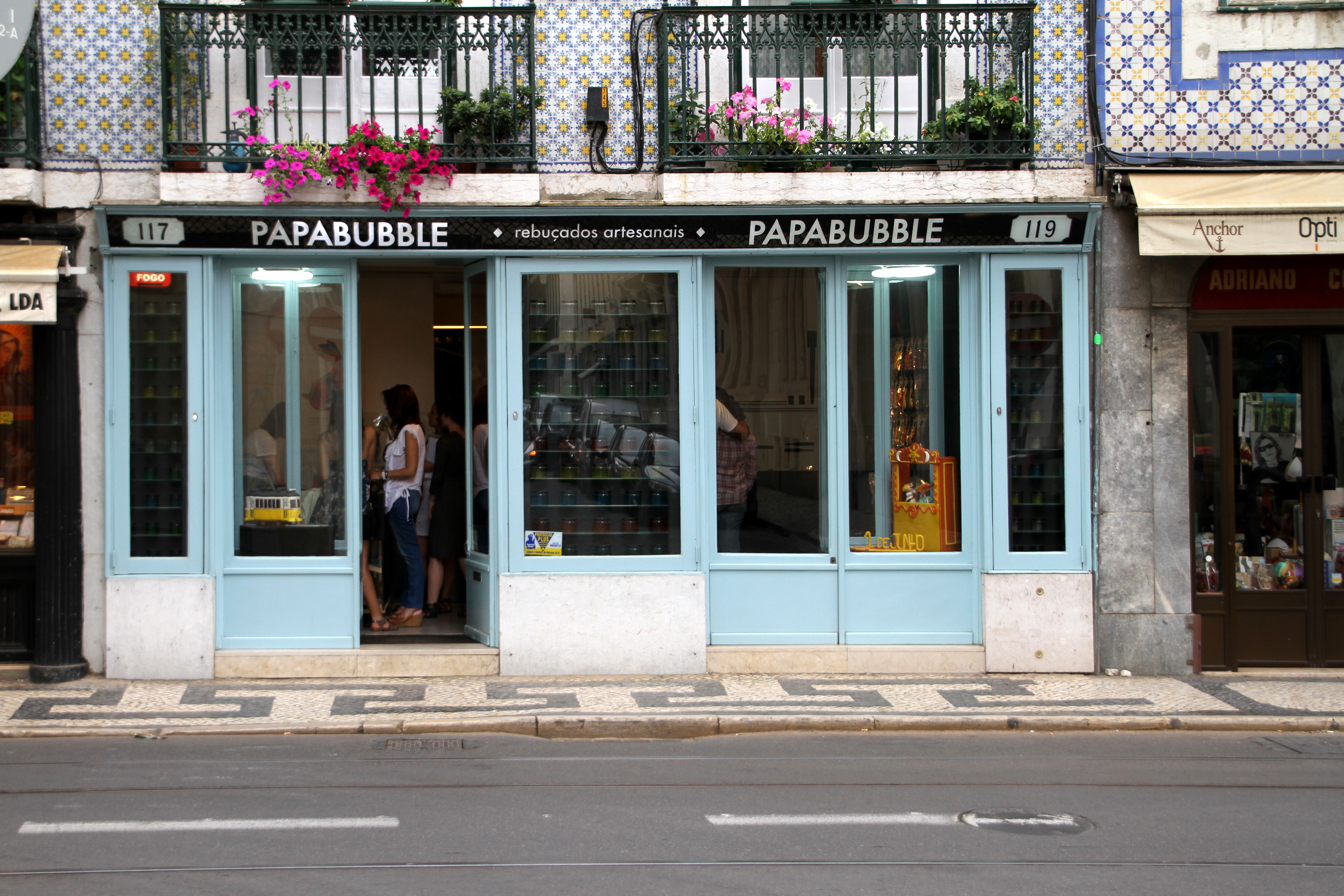
リスボンのパパブブレ

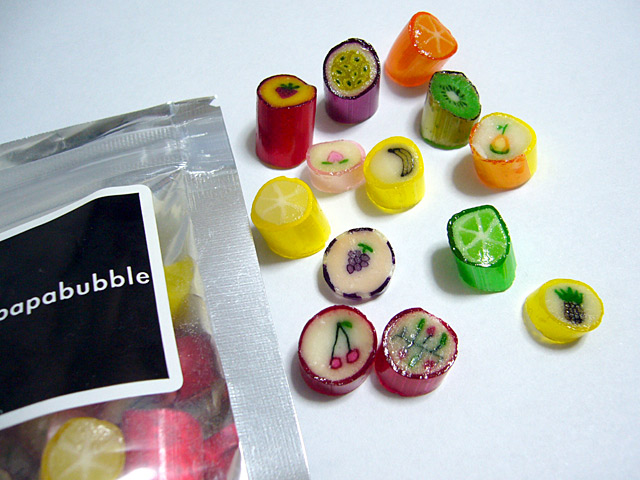

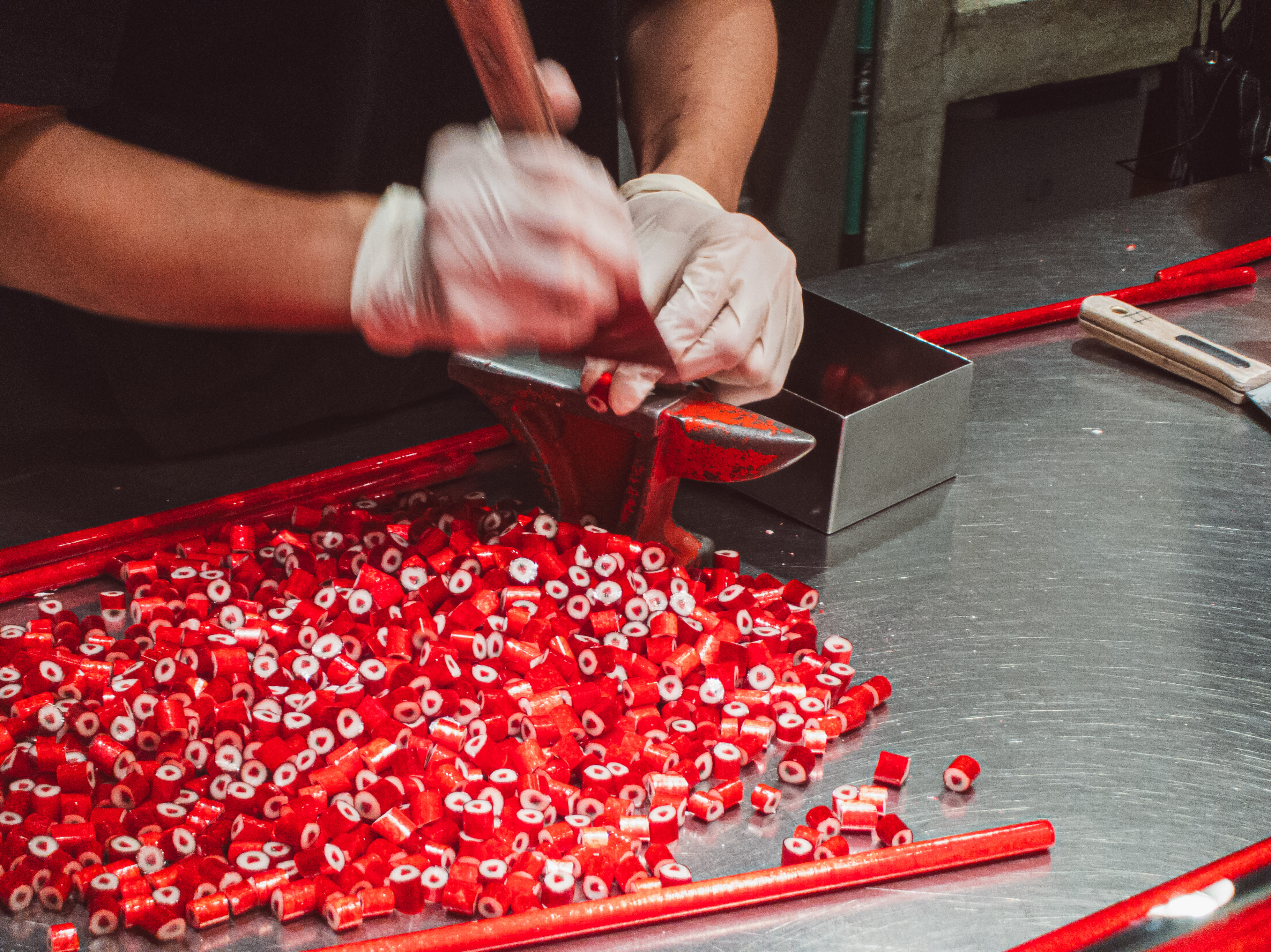
実演販売（パパブブレ大丸東京店にて）

パパブブレ（スペイン語: PAPABUBBLE）はスペイン・バルセロナ発祥のアートキャンディショップ。
日本ではカンノがフランチャイズ契約を結び、東京、神奈川、大阪、福岡、仙台などに全10店舗店（2017年時点）の展開を行っている。以下、本項では日本でフランチャイズ展開している店舗について述べる。

## 概要
客の目の前で飴を作り、味見もさせるという実演型の販売方法を取っている。
スタッフが複数色の飴を組み合わせ、何度も押し伸ばしながら練ってから、棒状に伸ばして小さくカットするのだが、作業の途中でこれからカットすることを宣言すると共に、まだ温かい余った飴を味見として客に差し出す。
2017年時点では4店舗に飴づくりのキッチンがあり、実演販売を行っている。特に大丸東京店は最も売り上げが高く、店舗の周りに人だかりができるほどになる。

## 歴史
後にカンノの社長となる菅野清和は実家が仕出し店だったため、料理人としての知識、経験は積んだが、さまざまな料理店で働いたもののいずれも長続きしなかった。そこで、スペインの有名料理店で修行してみようと、バックパッカーとしてヨーロッパに渡る。目当てにしていた料理店では働くことはできなかったが、2002年に後にスペインでパパブブレを開くトミーと出会い、アートキャンディ作りに感動し、菅野は手伝いを申し出た。
2003年にはスペインでパパブブレが開業する。日本でも店を出したいと考えた菅野は、1年間本格的に飴づくりを学ぶとともにフランチャイズ契約を締結した。
菅野は2004年に日本に戻り、翌2005年に開業資金を親から借り、金融機関の融資を受けて中野店をオープンした。中野を選んだのは、スペイン本店の立地に雰囲気が似ていたことで、駅から徒歩5分以上かかるいわゆる「いい場所」ではなかったものの、新井薬師への参道となっていたため、昔ながらの商店が残ると共に住宅も多く、地域のコミュニティが作られていると感じたためである。「近所付き合い」はスペイン本店でも学んだビジネスノウハウの1つであった。
そして、この「近所付き合い」が売れ始める契機となる。中野店の近所に住んでいたある経済誌の記者が、記事で取り上げてくれたのだ。次にスペイン本店がテレビの紀行番組で取り上げられたことで、「日本にも店があるらしい」と話題が沸騰することになった。中野店は100メートル先まで行列ができるほどの人気店となる。
商品の技術や店舗デザインといったブランディングや販売方法などは、すべてスペイン本店から受け継いでいるのだが、飴そのもののサイズを小型化するとともに1つのパッケージの容量も小さめにするといった日本向けのアレンジや、日本人向けに味をアレンジしてある。この味のアレンジを検討するにあたっては、実演方式が役に立つことになる。試食をした客の反応を見て、次の商品に生かすことができるのだ。